# Товариство українських інженерів Америки
Товариство українських інженерів Америки (ТУІА, англ. Ukrainian Engineers' Society of America) — засноване навесні 1948 року на ініціативному засіданні в приміщенні Інституту Архітектури Колумбійського університету, під проводом інженерів Мирона Лепкалюка і Романа Барановського. Налічувало 1978 року близько 900 членів, об'єднаних у 12 відділах по більших містах США.
Головна управа — в Нью-Йорку, з 1979 року осідок її екзекутиви у Філадельфії.
Головне завдання ТУІА — гуртування українських інженерів США, підвищення їх професійних кваліфікацій, зокрема засобами організації наукових з'їздів, конференцій і семінарів. При ТУІА діють також осередки вивчення техніки і промисловости України та технічної української термінології.
ТУІА видає з 1950 року «Вісті українських інженерів» (раз на квартал; редактори Р. Вовчук, К. Туркало, С. Процюк), з 1960-х років «Бюлетень ТУІА» (тричі на рік) й окремі технічні публікації («Словник вибраних термінів», нариси з історії українського інженерного руху тощо).
У співпраці з Українським технічним товариством Канади ТУІА влаштовує міжкрайові з'їзди українських інженерів (дотепер 6).
Перший голова — В. Богачевський, згодом М. Лепкалюк, В. Рижевський, О. Тимошенко (1953, 1954 роки), П. Шох (з 1966 року) та інші; з 1976 року — Ю. Гончаренко.

## Найвідоміші члени товариства
- Євген Радзимовський
- Володимир Тимошенко
- Степан Тимошенко
- Олександр Смакула
- Олександр Грановський
- Григорій Махів[1]
- Олександер Коваленко
- Микола Єфремов
- Олекса-Мирон Біланюк
- Колтунюк Мирослав
- Володимир Мінкович
- Гнатюк Богдан-Тарас
- Микола Зайцев
- Михайло Яримович
- Володимир Мацків
- Любомир Романків
- Любомир Онишкевич
- Михайло Корчинський[2]
- Роман Волчук